# Evangelismo católico

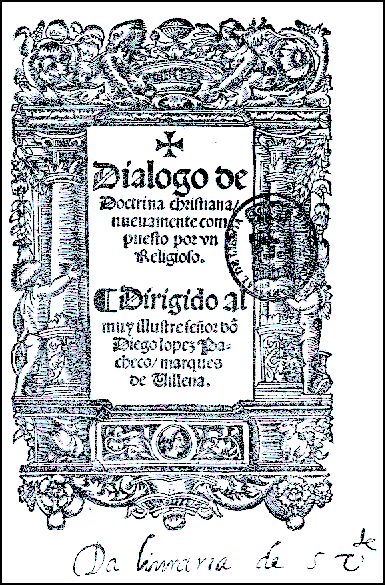
La obra de Juan de Valdés, Diálogo de la doctrina Cristiana, plantea el retorno a las fuentes del Evangelio, una de las pretensiones del evangelismo católico y de los movimientos de reforma.

Evangelismo católico es el nombre con el que investigadores modernos, como Pierre Imbart de la Tour y Hubert Jedin, denominan a una serie de movimientos católicos de la primera mitad del siglo XVI, cuyo foco de difusión fue principalmente la Europa Occidental y se caracterizaban por una especie de tercera vía o vía intermedia entre los movimientos de Reforma protestante y la Iglesia católica. Juan de Valdés fue uno de sus mayores representantes.

## Concepto
Genéricamente se puede entender por "evangelismo" a la aspiración de determinados grupos o individuos que desean practicar la vida religiosa según el espíritu del Evangelio. Cuando se habla de "evangelismo católico" se piensa a que dichos grupos, movimientos o individuos, se desarrollan en el seno de la Iglesia católica, sin producir, en principio, separación alguna de esta.
En el campo historiográfico, autores como Imbart de la Tour y Hubert Jedin denominan "evangelismo" a los diversos movimientos pretridentinos que tenían en común la aspiración de querer vivir más profundamente el espíritu del Evangelio. Algunos ven en ello una continuación humanista de la corriente espiritual de la Devotio moderna.
Imbart de la Tour definió como evangelismo al período entre 1521 y 1538, en el que antes de llegar a una división definitiva de la Iglesia, surgieron diversos movimientos que se presentan como una especie de vía intermedia entre protestantes y católicos. Aceptaban muchos aspectos de la reforma pero no querían separarse formalmente de la Iglesia católica.

## Características generales
El evangelismo se caracterizó por su fuerte cristocentrismo, El evangelismo protestante puso la acentuación en la sola fides, el  recurso a las  Las Escrituras libremente traducidas y un apego al antiguo testamento y desapego al Evangelio y enseñanzas de Jesucristo claramente expresadas en el nuevo testamento. Rechazo al principio de vida en santidad y veneración  de los santos, las reliquias y de las indulgencias. Algunas no llegan a rechazarlos directamente como en el caso de los reformadores protestantes.
EL movimiento no fue igual en todas partes, en Francia, España e Italia se desarrollaron diversos grupos separados entre sí pero manteniéndose en comunión con algunas doctrinas del naciente protestantismo con la fidelidad a la unidad y a la universalidad de la Iglesia.

## Expansión del movimiento
El obispo de Meaux (Francia), Guillaume Briçonnet, con su vicario general, Jacques Lefèvre d'Étaples, propuso un programa de reforma basado en el evangelio, una vida de fe y de amor, con el ideal de retornar a las raíces del cristianismo primitivo. En su palacio episcopal, se reunía con un grupo de partidarios, para leer las obras de Martín Lutero. EL vicario fue acusado de herejía y debió huir, pudiendo regresar después pero para la fecha el grupo se había acabado.
La hermana del rey de Navarra, Margarita, se dedicó a proteger un grupo de personas que tenían como objetivo la producción de libros de piedad, con el ideal de transmitir el Evangelio y de colocarlo al alcance de todos. Este grupo se caracterizó por ser neutral en las luchas entre católicos y protestantes, por lo que por ambos bandos fue visto con sospechas. El evangelismo hispánico es identificado también con los "alumbrados".
En los mismos Estados del papa surgieron personajes ilustres como Reginaldo Pole y Gasparo Contarini, que sentían simpatías hacia ciertas doctrinas consideradas "luteranas". Pero nunca contemplaron la idea de separarse de Roma, solo renovar el ambiente moral, marcadamente en decadencia, de la Iglesia de la época; y el ideal de hacer más cercanos al pueblo la doctrina y el Evangelio.
En el reino de Nápoles, en cambio, el "evangelismo" es conocido como valdesianismo, por su máximo exponente, Juan de Valdés. «El interés que les unió a todos, en la comunidad valdesiana, era su deseo de entregarse a la oración y al estudio bíblico, motivados por una notable sensibilidad social y, sobre todo, por su preocupación por los pobres». Juan de Valdés y su grupo nunca rechazaron la Iglesia institucional, pero sus mensajes daban a entender que la verdadera Iglesia de Cristo se encontraba en la comunión del cuerpo de Cristo, es decir de los fieles que se reúnen para leer, orar y compartir la Palabra de Dios.
Juan de Valdés difundió sus ideas a través de obras como Diálogo de doctrina cristiana y Alfabeto cristiano, marcadamente erasmianas, paulinas, y con cierta influencia de los alumbrados; razón por la cual fueron incluidas en el índice de libros prohibidos.
Un texto fundamental para el evangelismo, especialmente italiano, es El Beneficio de Cristo, escrito por Benedetto Fontanini, monje benedictino de Mantua, hacia 1540. Fue juzgado como un libro marcadamente influenciado por las doctrinas luteranas, valdesianas o calvinistas, sin embargo la historiografía reciente hace notar que el texto fue manipulado en varias impresiones, al que se le acuñaron doctrinas especialmente calvinas, pero que el texto original, de Fontanini, pretendía ser simplemente una obra de espiritualidad para facilitar la vía de la salvación a través de la lectura y la meditación del Evangelio.

## Fin del movimiento
La Inquisición romana del siglo XVI se fortaleció en los Estados italianos como respuesta a la difusión del protestantismo en Italia, pero también para colocar fin a la incertidumbre que causaba el evangelismo católico. En Francia y en la península ibérica fueron sus respectivos reinos los que intentaron extirpar el movimiento considerado herético. Una después de la otra, las naciones que se habían declarado a sí mismas católicas, comenzaron a prohibir los libros de Martín Lutero, la literatura alumbrada, valdesiana, etc. Era difícil distinguir entre quien era un hereje, un protestante, o quien era católico de la corriente del evangelismo. Para los aparatos instituidos con el fin de reprimir el avance de la herejía no importaban las diferencias.